# Peros Banhos

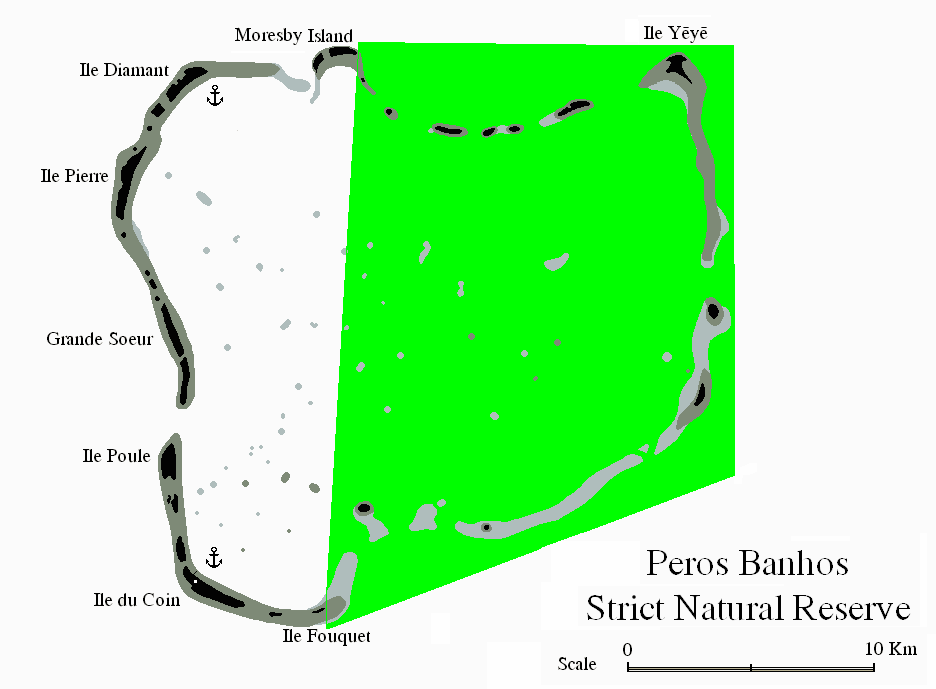
Reserva natural de Peros Banhos

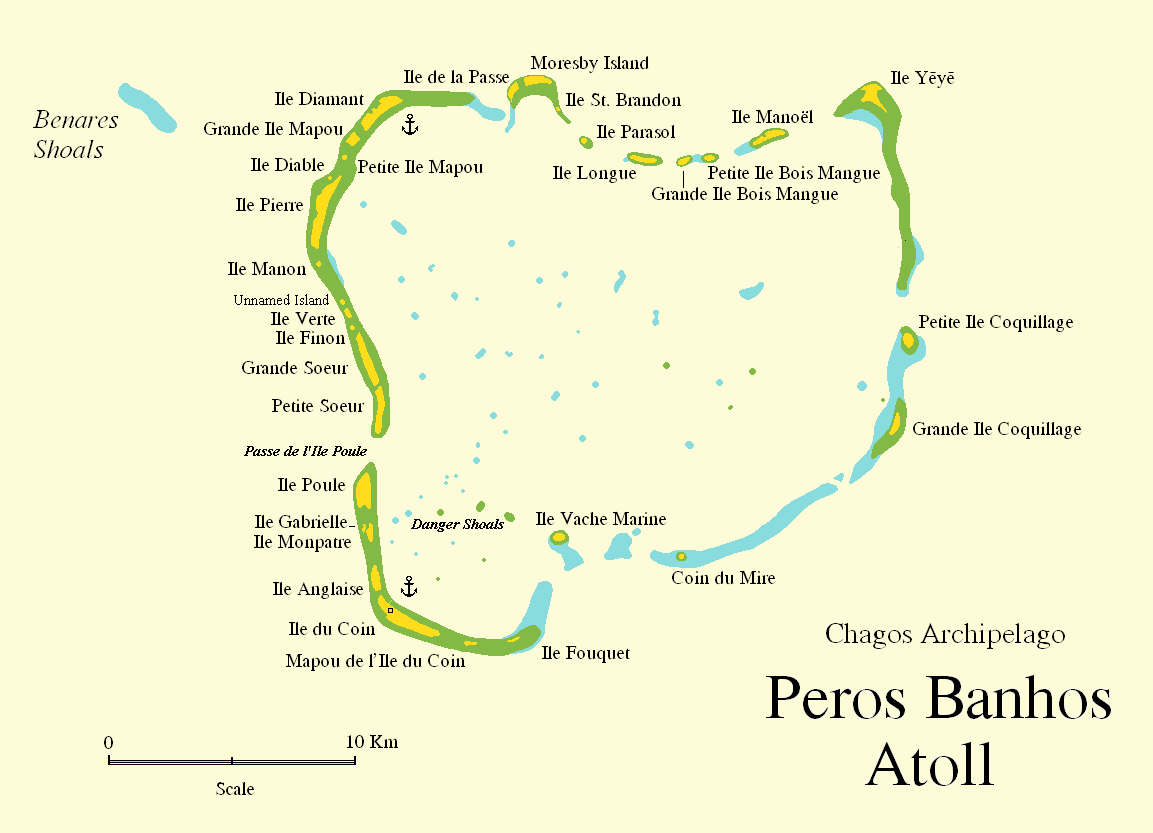
Mapa de les illes de l'atol de Peros Banhos.

Peros Banhos, és un atol de l'arxipèlag de les Txagos.

## Particularitats
Aquest atoll és molt semblant en estructura als atols de les Maldives, país veí.
El primer europeu que va visitar Peros Banhos fou Afonso de Albuquerque que li va donar el nom de Pero dos Banhos el 1513.
Manoel Rangel, un altre portuguès, va naufragar a Peros Banhos amb el vaixell Conceição que es va estavellar contra els esculls de l'atol el 1556. Rangel va fer una descripció detallada de l'atoll i de les dificultats que varen patir els nàufrags després d'haver acabat amb els ocells i tortugues de l'illa. És l'única descripció de les Txagos abans que haguessin palmeres de coco.
Aquest atol havia estat habitat des del segle xviii per un grup de gent, els Ilois, que a un cert punt van arribar a 500 persones. Gairebé tota la població treballava a les plantacions de cocoters, dirigides des de l'Île du Coin, la més gran de l'atol. Altres illes que estaven poblades eren Grande Soeur, Île Diamant, Île Manoël i Île Pierre. Tots els habitants però foren expulsats a la segona meitat del segle xx i enviats a Maurici.
Actualment l'atol de Peros Banhos està despoblat. La part oriental de l'atol és una reserva natural.
Sembla que s'està explorant la possibilitat de repoblació de l'atol amb Îlois que desitgin retornar a les Txagos. Tot i així encara no està permès l'accés a aquest atol.

## Illes
Amb unes 32 illess, l'atol de Peros Banhos abasta aproximadament la meitat de totes les illes de l'arxipèlag de Chagos. Les illes i illots individuals es mostren en el sentit de les agulles del rellotge, començant pel sud:
Vora sud-oest (entre el canal sud i el pas de l’Île Poule)
- Île Fouquet
- Mapou de l'Île du Coin
- Île du Coin
- Île Anglaise
- Île Monpâtre
- Île Gabrielle
- Île Poule

Vora nord-oest (entre el pas de l'Île Poule i el canal de Moresby)
- Petite Soeur
- Grande Soeur
- Île Finon
- Île Verte
- Île Libbon
- Île Manon
- Île Pierre
- Île Diable
- Petite Île Mapou
- Grande Île Mapou
- Île Diamant

Vora oriental (est del canal sud i del canal Moresby))
- Île de la Passe
- Moresby Island
- Île Saint-Brandon
- Île Parasol
- Île Longue
- Grande Île Bois Mangue
- Petite Île Bois Mangue
- Île Manoël
- Île Animaux
- Île Yeye (0.60 km²)
- Petite Île Coquillage
- Grande Île Coquillage
- Coin du Mire
- Île Vache Marine